# Aenigmomphiscola
Aenigmomphiscola is een geslacht van weekdieren uit de klasse van de Gastropoda (slakken).

## Soorten
- Aenigmomphiscola europaea Kruglov & Starobogatov, 1981
- Aenigmomphiscola kazakhstanica Kruglov & Starobogatov, 1981
- Aenigmomphiscola uvalievae Kruglov & Starobogatov, 1981